# Asami Yoshida
Pour les articles homonymes, voir Asami, Asami Yoshida (basket-ball) et Yoshida.
Asami Yoshida (吉田麻美, Yoshida Asami, née le 5 mars 1975 au Japon) est une interprète japonaise, chanteuse de R'n'B, plus connue sous son nom de scène Asami en romaji. Elle fut la seconde épouse du célèbre compositeur Tetsuya Komuro avec qui elle divorça en mai 2001, entrainant en partie les difficultés financières et judiciaires de Komuro quelques années plus tard. Elle est du groupe sanguin AB.

## Biographie

### Découverte par Komuro
En 1994, elle intégra le groupe de dance L.S.D.
Peu après en 1996, elle fut découverte par le grand public au sein du groupe dos (pour dance of sound), alors que celui-ci participait à la célèbre émission de recherche de jeunes talents ASAYAN diffusée sur TV Tokyo qui révéla une grande partie des membres du Hello! Project. L'audition s'effectua alors devant Tetsuya Komuro et Cozy Kubo. Cependant, le groupe fut dissous après seulement une année d'activité.

### Kiss Destination et divorce
En 1998, avec la participation de Tetsuya Komuro (TK) elle forma le groupe TRUE KiSS DESTiNATiON, qui changea de nom en Kiss Destination à la sortie de leur 5e Single FUTURE OF THE DAY. 
Tetsuya Komuro et Asami décidèrent alors de se marier. Cependant, après seulement 10 mois de vie commune, le couple divorça en mai 2001. Il s'ensuivit alors l'un des divorces les plus médiatiques du milieu de la J-pop ainsi que la ruine du compositeur. À la suite de ce jugement de divorce, Asami lui réclama pas moins de 778 millions de yens (environ 5.820,000 €). Afin de régler sa dette envers son ex-épouse, TK approche un investisseur en août 2006 et lui propose de lui revendre les droits de ses 806 chansons pour la somme de 1 milliard de yens (environ 7.484,000 €) avec versement d'un acompte de 500 millions de yens. Cependant, les droits des 806 morceaux écrits et composés par TK appartiennent à avex, l'artiste ayant exercé ses fonctions de producteur en tant que salarié comme c'est très souvent le cas au Japon. Portée devant le tribunal civil, l'affaire a abouti à la condamnation de Tetsuya Komuro à reverser 600 millions de yens à l'investisseur. Cependant, en raison de l'incapacité financière de TK à régler sa dette, l'affaire aboutit au pénal et TK écopa de 3 ans de prison, suivant jugement rendu en mai 2009, au lieu des 5 ans qui avaient été requis par le procureur.

### Carrière en solo
En 2005, Asami entame une carrière solo auprès du label 573Records, jeune filiale de KONAMI. Elle est alors produite par le rappeur DABO et le parolier Daisuke Miyachi, plus connu sous le nom de DAIS.
En automne 2006, elle sort son premier album solo intitulé BADONKADONK avec l'aide de Yasushi Akimoto et de Koda Kumi. Le mot Badonkadonk est un mot d'origine ebonics pouvant se traduire par "Femme possédant un léger tour de taille, mais ayant un énorme postérieur".

## Discographie (Asami)
Voir aussi les discographies des groupes dos et Kiss Destination.

### Singles
1. Strong Woman feat. DABO, sorti le 6 avril 2005, produit par DABO, paroles de DAIS, chez 573Records.
2. If You Feel Me?, sorti le 16 novembre 2005, produit par DABO, paroles de DAIS, chez 573Records.